# Jonas Cohn
Jonas Ludwig Cohn (* 2. Dezember 1869 in Görlitz; † 12. Januar 1947 in Birmingham, England) war ein deutscher Philosoph und Pädagoge. Er galt als Neukantianer und vertrat in der Philosophie, der Pädagogik und Psychologie das nie endende Zusammenwirken sich widerstreitender Prinzipien.

## Leben
Die Familie Cohn war seit dem frühen 18. Jahrhundert eine wohlhabende jüdische Kaufmanns- und Gelehrtenfamilie. Sie waren deutsch gebildet und sahen sich als Deutsche. Cohn wuchs als ältester Sohn einer liberal und national denkenden Familie auf. Die Eltern teilten freireligiöse Auffassungen ihrer Zeit, sie schätzten Lessing und Kant. Cohns Verhältnis zum Judentum war durch Distanz geprägt, zeitweise gehörte er der katholischen Kirche an.
„Mir fehlt jedes Gefühl der Zugehörigkeit“ zur jüdischen Religion, meinte er dazu. Er fühle sich dagegen seiner Autonomie und seiner Weltfrömmigkeit verpflichtet.
Der Vater starb, als Cohn 7 Jahre alt war. Die Mutter zog 1878 mit ihrem Sohn nach Berlin um. 1883 wurde er dort Schüler des Askanischen Gymnasiums. 1888 bestand Cohn das Abitur. Er erhielt den besten Abschluss seit der Gründung der Schule im Jahr 1875.
Cohn studierte von 1888 bis 1892 an den Universitäten Leipzig, Heidelberg und Berlin. Er wurde 1892 im Fach Systematische Botanik an der Universität Berlin bei Simon Schwendener mit einer Untersuchung zur Pflanzenphysiologie promoviert. Cohn verließ die Naturwissenschaften und war von da an Geisteswissenschaftler. Er habe den Wechsel – wie es seine Art gewesen sei – nach allen Seiten hin bedacht, habe mit sich gekämpft und dann den Schritt ohne Schwanken vollzogen. Cohn bezeichnete sich als philosophischen Autodidakten. Er habe während seines Studiums philosophische Vorlesungen und Übungen besucht, die ihn aber nicht „dauernd bestimmt“ hätten. Von 1892 bis 1894 war er wissenschaftlicher Mitarbeiter im Laboratorium von Wilhelm Wundt in Leipzig, das weltweit das erste seiner Art war. 1897 habilitierte er sich für Philosophie, Psychologie und Pädagogik bei Wilhelm Windelband in Freiburg.
Cohn heiratete 1903 Elise Ebstein. Elise Ebstein hatte 1896 das Lehrerinnenexamen bestanden, dann in Breslau, Berlin und Freiburg Medizin studiert und gerade das medizinische Vorexamen bestanden, als sie Cohn kennenlernte. Sie stammte aus Oberschlesien und war 1872 als Tochter eines Glasfabrikanten in Murów (heute Polen) geboren worden. 1904 wurde der Sohn Hans Ludwig geboren. Er blieb das einzige Kind der beiden. Elise studierte nicht weiter. 1933 veröffentlichte sie unter ihrem Mädchennamen Briefe von Anna Luise Karschin: The Karschin: The people’s poet of Frederick the Great. Nachdem Cohn 1947 gestorben war, kehrte sie 1948 aus Birmingham nach Freiburg zurück, wo sie 1953 starb.
Cohn war seit 1897 1933 Assistent an der Universität Freiburg und arbeitete dort am Psychologischen Institut. Er hielt u. a. Vorlesungen über „Psychologie“, „Das jugendliche Seelenleben“, „Psychologie und Wirtschaft“, „Einführung in die experimentelle Psychologie mit Demonstrationen“. Er war ab 1916 Assistent von Edmund Husserl im Freiburger Laboratorium. 1919 wurde er zum planmäßigen außerordentlichen Professor für Pädagogik und Psychologie an der Universität Freiburg ernannt; seit 1920 war er Vorstand des Laboratoriums. Cohns Bemühungen um ein Ordinariat hatten während der Freiburger Jahre keinen Erfolg, obwohl Freunde und Kollegen, wie Edmund Husserl, Hermann Cohen und Ernst Cassirer, ihn unterstützt hatten.
In der Weimarer Republik gehörte er dem Verband nationaldeutscher Juden und der Deutschen Demokratischen Partei an.
Am 24. August 1933 wurde Cohn aufgrund des Berufsbeamtengesetzes (§ 3) als Jude in den Ruhestand versetzt. Das Entlassungsschreiben war vom Freiburger Rektor Martin Heidegger unterzeichnet. Sowohl Husserl als auch Heidegger hatten im Rahmen ihrer philosophischen Auffassungen ein distanziertes bis ablehnendes Verhältnis zur experimentellen Psychologie. Neukantianer wie Cohn waren da aufgeschlossener.
Im Jahr 1939 emigrierte er nach Großbritannien. Man hat Cohn 1946 im Hinblick auf sein an Erfahrung orientiertes, dialektisch-offenes Philosophieren die wissenschaftliche Rückkehr an die Universität verweigert. Daran waren deutsche Philosophen, u. a. Martin Heidegger, maßgeblich beteiligt. Dieses Schicksal teilte Cohn mit anderen zwangsweise emigrierten Philosophen. Ein Jahr später starb Cohn in Birmingham. Theodor Litt wies zehn Jahre später anlässlich des Todes von Siegfried Marck auf den „Aderlass“ der deutschen Philosophie unter der nationalsozialistischen Herrschaft hin. Außerdem erwähnte er, dass den zwangsemigrierten Philosophen und ihren Werken keine angemessene Wiedergutmachung und Würdigung zuteilworden ist.
Sein Nachlass an Tagebüchern, Buchmanuskripten, persönlichen Dokumenten, Briefen und Aufsätzen aus den Jahren 1890–1947 liegt im Salomon Ludwig Steinheim-Institut als Geschenk von Dieter-Jürgen Löwisch. Der Nachlass ist online zugänglich. Mit Hilfe des Materials ist eine kritische Neuausgabe ausgewählter Werke und Handschriften geplant.

## Aspekte seines Denkens

### Philosophie
Cohn vertrat in ähnlicher Weise wie Windelband und Rickert neukantianische Auffassungen. In seinen erkenntniskritischen Annahmen folgte er Kants Transzendentalphilosophie. Den kantianischen ethischen Formalismus dagegen hielt er als Grundlage für Ethik, Ästhetik und Pädagogik für unbrauchbar. Er entwickelte eine „dialektische Wertlehre“. Im Unterschied zu Hegels Dialektik war Cohns Dialektik offen, d. h., sie entwickelte sich stets weiter.  Menschliches Handeln wurde danach sowohl von Erleben und Erfahren bestimmt, als auch durch die normative „Selbstzeugung des Bewusstseins“. Letztere war in der „transzendentalen Idealität“ verankert. Die Konkurrenz zwischen Erleben bzw. Erfahrung und normativer Selbstzeugung sollte menschliches Handeln voranbringen. In diesem Rahmen schrieb er Beiträge zu Themen der Philosophie.
Unter anderem über „Begriffe“. Das Thema „Begriff“ ist in der Philosophie – vor allem in der Philosophie des Geistes – von grundlegender Bedeutung. Mit „Begriff“ wird meist eine Vorstellung bezeichnet, die durch exaktes Bestimmen (Definieren) ihres Inhalts mit einem Namen verbunden wird. In der Regel wird davon ausgegangen, dass es sich hier um logische Konstrukte handelt. Cohn ging davon aus, dass Philosophen, wie andere Menschen auch, alogisch funktionieren. D. h., sie verbinden mit Begriffen Erfahrungen und Empfindungen, bzw. Gefühle. Für die Philosophie folgt daraus: „Der Name, welcher der Begriff repräsentiert, verbindet sich ... mit allerlei schwer kontrollierbaren Nebenvorstellungen und, er gewinnt infolgedessen auch eine Beziehung zum Gefühlsleben. Er erhält einen gefühlsmäßigen Wert, der, ohne dem Denkenden immer zu klar eingestandenem Bewußtsein zu kommen, doch in seinem Denken die bedeutendsten Folgen hat. ... Dieses Verhältnis macht die ohnehin wichtige Aufgabe einer klaren Darlegung der herrschenden Wertprinzipien für jede künftige Philosophie nur umso dringender.“

### Pädagogik
Dialektische Prozesse spielten auch hier eine zentrale Rolle. Die Zielvorstellung war, durch Erziehung und schulische Bildung Kinder zu autonomen Erwachsenen zu entwickeln.

„Der Zögling soll gebildet werden zum autonomen Gliede der historischen Kulturgemeinschaften, denen er angehören wird.“

Der Weg dahin umfasste pädagogische Konzepte, die einerseits die individuelle Freiheit des Einzelnen anzuregen und zu unterstützen hatten und sich andererseits an zeitlosen Werten der Kulturgemeinschaft orientieren sollten. Der Gegensatz zwischen individueller Freiheit und Norm sollte für die Gesellschaft und das Individuum produktiv wirken. Dieser Gegensatz bildet den dialektischen Rahmen für die Weiterentwicklung der theoretischen Idee und der praktischen Ausprägung von Bildung.
Die Distanz jedes Einzelnen zur Gesellschaft bzw. Gemeinschaft, in der und mit der er lebe, sei wichtig, um Gemeinschaft entstehen zu lassen und voranzubringen. Erzieher, die davon ausgehen, dass die Gesellschaft nicht verbessert zu werden braucht, eigneten sich nicht zum Erzieher. Der Einzelne, der sich gedankenlos anpasse, anstatt sich reflektiert entsprechend der Eigenart einer Gemeinschaft zu verhalten, handle nicht autonom.

### Psychologie
Die widersprüchliche Dialektik zwischen Erleben bzw. Erfahrung einerseits und andererseits objektiver Idealität bestimmten Cohn’s psychologische Prinzipien. Wie Gustav Theodor Fechner, Wilhelm Wundt, Hermann Ebbinghaus und Oswald Külpe beteiligte er sich am Ausbau der damals neu entstehenden experimentellen Psychologie. Er befasste sich u. a. mit der Frage, wie das akustisch-motorische und das visuelle Gedächtnis sich gegenseitig bedingen. Er ging auch dem Zusammenhang zwischen dem Empfinden und dem Wahrnehmen nach. Cohn war dabei vor allem daran interessiert, für philosophische Erkenntnisprozesse psychologisches Material zu erlangen. Dies entsprach auch den Vorstellungen von Edmund Husserl. Heidegger hingegen hielt derartiges für überflüssig. Cohn blieb in der experimentellen Tradition des Labors, die Hugo Münsterberg eingeführt hatte. Anstelle wie Münsterberg die menschliche Aufmerksamkeit und Belastungsfähigkeit u. a. m. zu testen, wollte Cohn experimentell untersuchen, wie Menschen zu ihren Werten kommen und was sich daraus philosophisch schlussfolgern lässt.

## Werke
- Bourdon: La sensation de plaisir. Rev. Philos. Bd. 36, S. 225–237, Okt. 1893.
- Experimentelle Untersuchungen über die Gefühlsbetonung der Farben, Helligkeiten und ihrer Kombinationen. Philosophische Studien Bd. X, 1894, S. 562–603.
- Die Gefühlswirkung der Begriffe. Philosophische Studien, Bd. 12, Leipzig 1896.
- Geschichte des Unendlichkeitsproblems im abendländischen Denken bis Kant. Leipzig 1896. Unveränderter fotomechanischer Nachdruck Darmstadt: WBG 1960.
- Experimentelle Untersuchungen über das Zusammenwirken des akustisch-motorischen und des visuellen Gedächtnisses. 1897. In: Zeitschrift für Psychologie und Physiologie der Sinnesorgane 15: 161–183.
- Allgemeine Ästhetik. Leipzig: Engelmann 1901.
- W. Ostwald: Vorlesungen über Naturphilosophie. Gehalten im Sommer 1901 an der Universität Leipzig. Leipzig, 1902.
- Führende Denker. Geschichtliche Einleitung in die Philosophie In: Natur und Geisteswelt, Sammlung wissenschaftlich-gemeinverständlicher Darstellungen, 176 Bd., Verlag: B. G. Teubner, Leipzig 1907.[20]
- Voraussetzungen und Ziele des Erkennens. Untersuchungen über die Grundfragen der Logik. Leipzig 1908.
- Der Sinn der gegenwärtigen Kultur. Ein philosophischer Versuch. Leipzig: Meiner 1914.
- Religion und Kulturwerte. Vortrag, gehalten am 10. Oktober [1914] in der Berliner Abteilung der Kantgesellschaft. Berlin: Reuther & Reichard 1914.
- Geist der Erziehung. Pädagogik auf philosophischer Grundlage. Leipzig [u. a.]: Teubner 1919.
- Erziehung zu sozialer Gesinnung. Langensalza: Beyer & Söhne 1920.
- Theorie der Dialektik. Formenlehre der Philosophie. Leipzig: Meiner 1923.
- Befreien und Binden. Zeitfragen der Erziehung überzeitlich betrachtet. Leipzig: Quelle & Meyer 1926.
- Wertwissenschaft. Stuttgart 1932.
- Wirklichkeit als Aufgabe. Stuttgart o. J. (Vorbemerkung datiert Birmingham 1940 und Nachwort von Jürgen von Kempski als Herausgeber von 1955)
- Vom Sinn der Erziehung: ausgewählte Texte. Besorgt von Dieter-Jürgen Löwisch. Schöningh, Paderborn 1970

## Briefausgaben
- Der Briefwechsel zwischen William Stern und Jonas Cohn. Dokumente einer Freundschaft zwischen zwei Wissenschaftlern. Herausgegeben von Helmut E. Lück. Peter Lang, Frankfurt 1994 (Beiträge zur Geschichte der Psychologie 7). ISBN 3-631-45897-5

## Belege
1. ↑  Michael Grüttner: Ausgegrenzt: Entlassungen an den deutschen Universitäten im Nationalsozialismus, Berlin 2023, S. 75.
2. ↑  Margret Heitmann: Jedes Gefühl der Zugehörigkeit fehlt. Beiträge zur deutsch-jüdischen Geschichte aus dem Salomon Ludwig Steinheim-Institut online
3. ↑  Hans Joachim Schneider: Jonas Cohn: Philosoph und Pädagoge. In: www.exilarchiv.de. Else Lasker-Schüler-Gesellschaft e. V., 8. April 2009, abgerufen am 22. Januar 2025.
4. ↑  Margret Heitmann: Jedes Gefühl der Zugehörigkeit fehlt. Beiträge zur deutsch-jüdischen Geschichte aus dem Salomon Ludwig Steinheim-Institut Online
5. ↑  Vgl. Anselm Model: Selbstüberschreitung: Jonas Cohns Wertphilosophie und Pädagogik vor dem Hintergrund der Ethik Friedrich Nietzsches. Vortrag auf dem Twentieth World Congress of Philosophy. Boston MA, 10.–15. August 1998, siehe Weblinks.
6. ↑  Vgl. Luise Hirsch: From the Shtetl to the Lecture Hall: Jewish Women and Cultural Exchange. Plymouth/United Kingdom 2013, p. 237.
7. ↑  Michael Grüttner: Ausgegrenzt: Entlassungen an den deutschen Universitäten im Nationalsozialismus, Berlin 2023, S. 75.
8. ↑  Uwe Wolfradt, Elfriede Billmann-Mahecha, Armin Stock, Deutschsprachige Psychologinnen und Psychologen 1933–1945, Wiesbaden, 2015, S. 435: „vom Rektor Martin Heidegger in den Ruhestand“ versetzt; Johann Aichinger, Der Weg der Dialektik von den Vorsokratikern bis zu Jonas Cohn (nachgezeichnet anhand ausgewählter Beispiele) (Magisterarbeit), Universität Wien, 2008; S. 52: „Die Pensionierung wurde in vorläufiger Form am 20. April 1933, in endgültiger am 24. August ausgesprochen. Das Entlassungsschreiben war von Martin Heidegger (1889-1976) als dem Universitätsrektor unterzeichnet. Die Fakultät wandte sich von Cohn ab“; Webseite der Universität Freiburg: Geschichte des Instituts für Psychologie.
9. ↑  Zur wissenschaftstheoretischen Geschichte des Freiburger Laboratoriums vgl. Harald Walach: Psychologie - Wissenschaftstheorie, philosophische Grundlagen und Geschichte. Stuttgart 2009, 2. Aufl., S. 185–188.
10. ↑  Vgl. Christa Kersting: Pädagogik im Nachkriegsdeutschland. Bad Heilbrunn 2008, S. 144–147.
11. ↑  Online
12. ↑  Vgl. Siegfried Marck, Am Ausgang des jüngeren Neukantianismus. Ein Gedenkblatt für Richard Hönigswald und Jonas Cohn, Archiv für Philosophie 3/1949, S. 144–164.
13. ↑  Vgl. Jonas Cohn, Die Gefühlswirkung der Begriffe: ein Beitrag zur psychologischen Erfassung der Geschichte der Philosophie. Phil. Stud. XII. S. 297–306. 1896. Zeitschrift für Psychologie und Physiologie der Sinnesorgane, 12, Leipzig 1896.
14. ↑   Jonas Cohn zit. nach Wolfdietrich Schmied-Kowarzik: Das dialektische Verhältnis von Theorie und Praxis in der Pädagogik. Kassel 2008. S, 91.
15. ↑  Vgl. Jonas Cohn: Geist der Erziehung. Leipzig/Berlin 1919, S. 40 u. 45.
16. ↑  Vgl. zu den letzten Abschnitten: Kautz, Heinrich, „Cohn, Jonas“, in: Neue Deutsche Biographie 3 (1957), S. 316 [Onlinefassung]; URL: http://www.deutsche-biographie.de/pnd118669664.html
17. ↑  Vgl. Jonas Cohn: Experimentelle Untersuchungen über das Zusammenwirken des akustisch-motorischen und des visuellen Gedächtnisses. 1897. In: Zeitschrift für Psychologie und Physiologie der Sinnesorgane 15: 161–183.
18. ↑  vgl. Jonas Cohen: Experimentelle Untersuchungen über die Gefühlsbetonung der Farben, Helligkeiten und ihrer Kombinationen. Philosophische Studien Bd. X, 1894, S. 562–603.
19. ↑  Vgl. Harald Walach: Psychologie - Wissenschaftstheorie, philosophische Grundlagen und Geschichte. Stuttgart 2009, 2. Aufl., S. 185–188.
20. ↑   vom Gutenberg-Projekt digitalisiert und online abrufbar.

| Personendaten    | Personendaten                                        |
| ---------------- | ---------------------------------------------------- |
| NAME             | Cohn, Jonas                                          |
| ALTERNATIVNAMEN  | Cohn, Jonas Ludwig (vollständiger Name)              |
| KURZBESCHREIBUNG | deutscher Philosoph und Pädagoge und Hochschullehrer |
| GEBURTSDATUM     | 2. Dezember 1869                                     |
| GEBURTSORT       | Görlitz                                              |
| STERBEDATUM      | 12. Januar 1947                                      |
| STERBEORT        | Birmingham                                           |